# Rypin (gmina)
Rypin est une gmina rurale du powiat de Rypin, Couïavie-Poméranie, dans le centre-nord de la Pologne. Son siège est la ville de Rypin, bien qu'elle ne fasse pas partie du territoire de la gmina.
La gmina couvre une superficie de 131,94 km2 pour une population de 7 423 habitants.

## Géographie
La gmina est bordée par la ville de Rypin et les gminy de Brzuze, Osiek, Rogowo, Rypin County, Skrwilno, Świedziebnia et Wąpielsk.